# Yamunacharya
Yamunacharya, IAST: Yāmunācārya (Xe siècle) surnommé Ālavandār (« conquérant ») est un philosophe hindou de l'école viśiṣṭādvaita. Chef religieux du temple vishnouite de Srirangam (Tamil Nadu, Inde du Sud), il fut un des maîtres spirituels de Rāmānuja, bien que probablement il ne l'ait pas connu, et auteur des ouvrages Siddhitraya, Āgamaprāmāṇya, Gītārthasaṃgraha, Stotraratna et Mahāpuruṣanirṇaya,.

## Sa vie

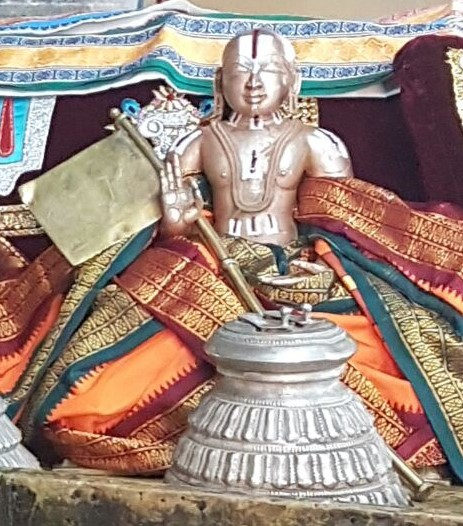
Statuette de Yamunacharya.

Petit-fils du théologien vishnouite Nathamuni (en), on raconte qu'il devint roi de la moitié d'un royaume à l'âge de douze ans, ayant vaincu un pandit au cours d'un débat philosophique. Plus tard, il renonça à tout pour partir au temple de Srirangam, lieu de pèlerinage, dont il devint chef religieux. Il eut de nombreux disciples mais mourut vraisemblablement peu de temps avant que Rāmānuja ne rejoigne Srirangam.